# Joe Jacobi
Joe Jacobi, né le 26 septembre 1969 à Washington (district de Columbia), est un céiste américain pratiquant le slalom.

## Palmarès

### Jeux olympiques
- Médaille d'or aux Jeux olympiques de 1992 à Barcelone en C2 avec Scott Strausbaugh[1].